# Rehden
Rehden község Németországban, Alsó-Szászországban, a Diepholzi járásban. Lakosainak száma 2438 fő (2023. december 31.).

## Földrajza
Rehden Wetschen és Dickel községekkel határos.